# 寇世远
寇世远（1920年—1993年6月29日），福建福州人，祖籍奉天省瀋陽，基督教新教傳教士，最早屬於臺北靈糧堂，後創立基督之家、天聲傳播協會。

## 生平
寇世远1920年出生在福州，原籍瀋陽。1937年，以一篇“反侵略运动的回顾与前瞻”获福建全省徵文第一名。1938年，考取福建省“战时民教训练所”特种考试，後取得大专毕业同等学历资格，分配至福建武平县担任战时民教指导员。1940年，寇世远执教于闽清师范学校时，与学生何荔璇发生轰动全校的师生恋，最后，他们排除众议而订婚。
1941年适逢战乱，全校师生奉命徒步内迁，途中为起居方便，乃登报声明旅行结婚，5月1日在福建省尤溪县成婚。何荔璇出身书香门第，又是家中娇宠的独生女，一直以未能有隆重婚礼为憾。直到他们五十年金婚纪念时，两人穿了礼服，由八对儿女婿媳担任傧相，孙儿女为花童，步入教堂重誓婚约，多年宿愿终於得偿。1941年，应聘到廿五集团军战时报导室及中央社、东南日报等新闻单位任职。
1946年中華民國接管台灣後隔年，他被聘任台湾省训练团讲师。1947年二二八事变後，寇世远被捕，三週後无罪释放。省训团结束後，他先在台北市立建国中学教书，後进入中国广播公司担任编辑组组长。1951年，因一同事涉嫌匪谍而被牵连，再次入狱，被关了126天才获释放。
1952年蒙恩得救，5月30日夫妇俩同时在教会聚会所受浸归主，曾在南京西路聚会所第四家（四会所）配搭事奉。之後，经友人介绍到台北圣经研究班听课，主持人为王连俊先生，从此在这位启蒙老师处受教三年。後经王连俊先生介绍至台北灵粮堂查经，待灵粮堂建堂献堂之後，成为该堂第一位传道人，共在那里服事了十五年。1957年，寇世远辞去职务，正式成为台北灵粮堂的传道人。他对监狱与医院的布道工作特别有负担，因为那是他受过苦的地方，深深体会那里人们心灵的需要。同时他也在神学院授课，并兼任文化大学基督教研究所所长达十年之久。
自1968年起，他带领信义会的几个教会查经多年，因此於1968年代表信义会出席挪威的国际会议。回国後不久，因与灵粮堂董事意见有异，乃辞别了工作十五年的灵粮堂。1969年1月23日晚，十四位同心同工齐聚在王寿明弟兄家中查经，之後大家同心祷告，寻求神旨。寇世远基於提摩太前书3章15节的异象，提出“基督之家”（The Home of Christ）的构想。1月26日，第一个主日崇拜借当时总统府的餐厅举行，有60人参加。当时没有诗歌本，據《寇世远监督回忆录》所稱，寇世远就自己作词，油印後人手一张；后汇辑成册，即今日的《口唱心和集》和《心被恩感集》。同年7月，基督之家正式建立教会体制，推选寇世远担任监督一职，负责牧养工作，并时常兼顾众教会查经、讲台工作，以及神学院和大专院校的教学工作。
他著有生命之道、研经集等七十多本；经常主领布道会、培灵会、退修会及国际福音会议等。1969年12月财团法人基督之家成立。1978年寇监督赴美国成立金山基督之家第一家；1984年开始按立长老。此后数年间蒙神赐福引导，在寇监督及众同工努力之下，基督之家在旧金山湾区相继成立七家、洛杉磯成立二家，当归荣耀与父神。1983年寇监督有见於电讯业之发展，日新月异，影响所及，更为广泛。遂首创“天人之间”电视节目，於周六下午在华语电视台，直接传播福音，以深入华人家庭。观众可达成千上万人。
寇监督长久以来体弱多病，早年患有肺疾，中年患腹膜炎、肝炎，晚年有心脏病，1993年6月29日在美国旧金山突然猝死，享年73岁。

## 家庭
寇世远妻子何荔璇，温恭贤淑，与寇监督结褵逾五十载。鹣鲽情深，生育四男四女（绍捷、绍颖、绍葳、绍敉、绍丹、绍岚、绍涵、绍恩）。早年相夫教子，备极艰辛。晚年渐入蔗境弥甘。曾出版《心声片片》，《主恩绵绵》及《彩云朵朵》数书，文笔流畅，情浓意深，颇为读者所欢迎。其子女婿媳辈均秉承遗训，在各自岗位上，鼎力参与圣工，硕果累累。主持天聲傳播協會製作、向中國電視公司買時段播出的基督教節目《天人之間》（Between God and Men）。
台北基督之家長老寇紹捷為寇世遠長子，台北基督之家主任牧師寇紹恩為寇世遠四子，著名台灣基督徒藝人寇乃馨为寇世遠孙女。

## 基督之家現況

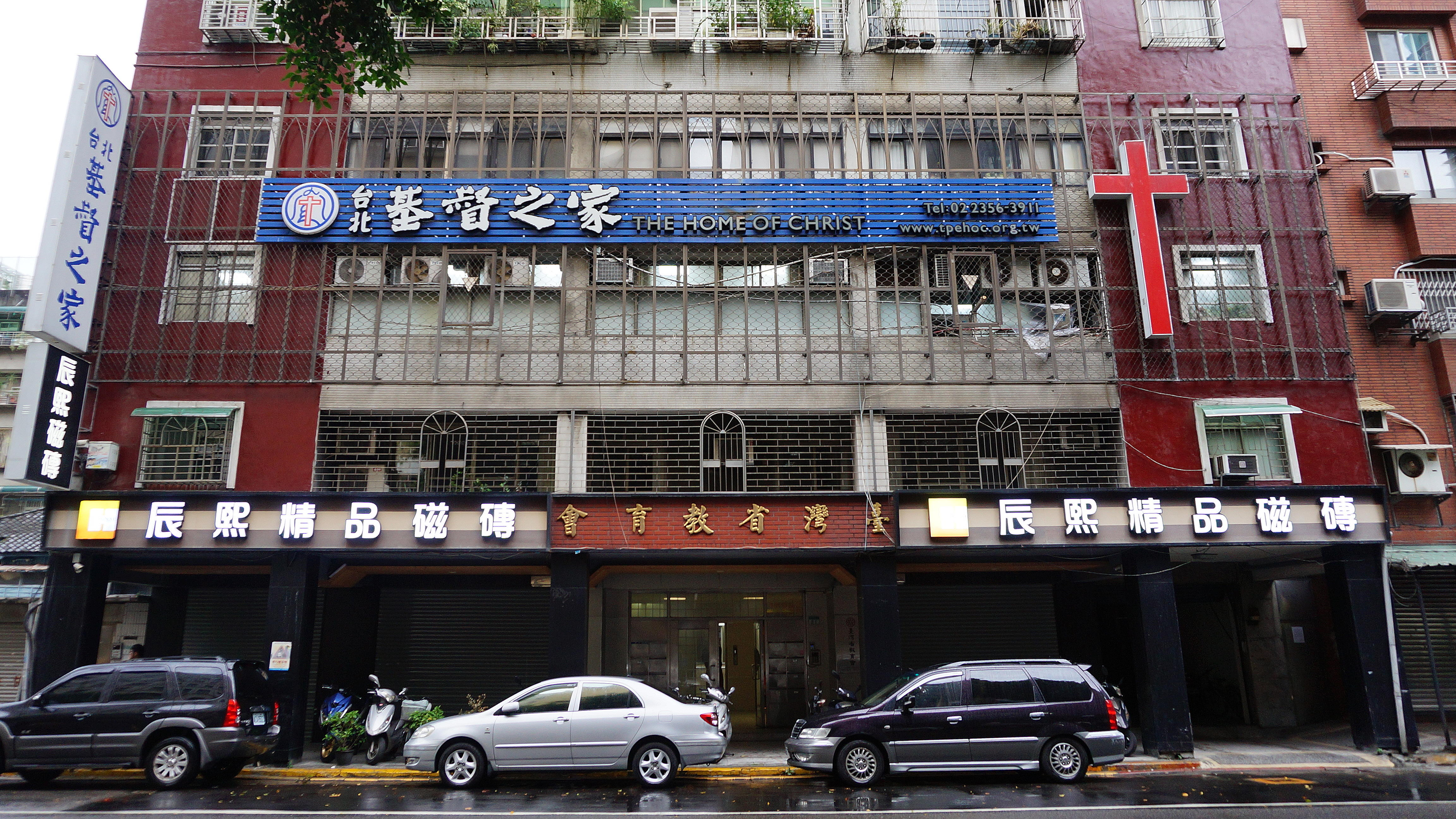
台北基督之家

基督之家在台灣現有台北基督之家、中和基督之家、三峽基督之家、雙和基督之家、千禧基督之家、高雄基督之家、宜蘭基督之家，並擁有大稻埕福音中心和花蓮福音中心。基督之家在北美已有舊金山一到七家，洛杉磯在王壽明長老拓荒下有了洛杉磯基督之家第一家、洛杉磯基督之家第二家。

## 福音機構
基督之家現有中華基督徒差傳會、天聲傳播協會及歐伊寇斯社區關懷協會等三個福音機構。

## 外部連結
- 天聲傳播協會寇世遠講題列表（页面存档备份，存于）